# Lehendakari

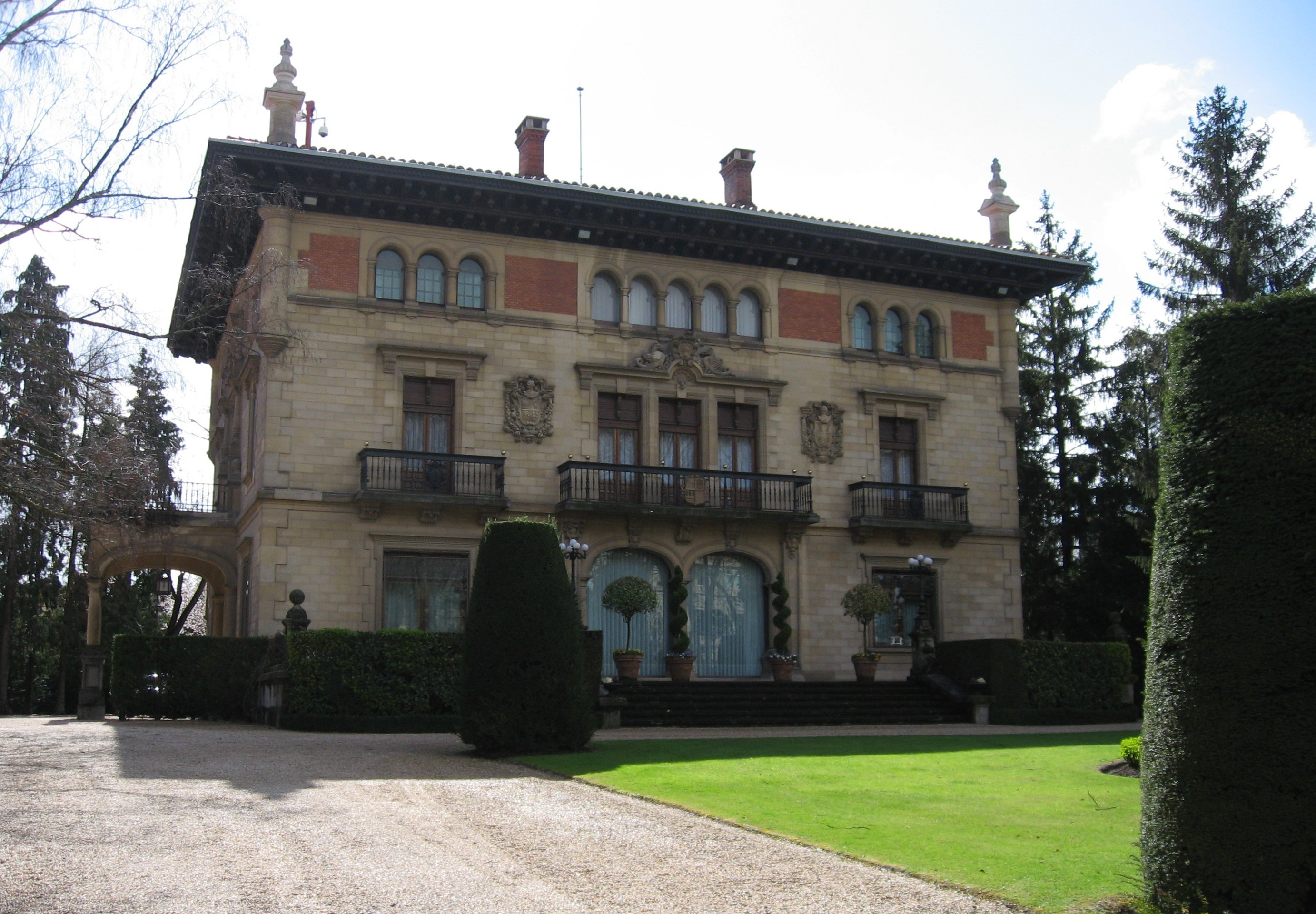
Ajuria Enea är lehendakarins residens

Lehendakari (formellt Eusko Jaurlaritzako lehendakari, "Baskiens regerings president") kallas regeringschefen i den autonoma regionen Baskien i Spanien. 
Titeln härstammar från 1936, då Baskien första gången fick regionalt självstyre. Emellertid blev detta snart avskaffat under diktaturen. Titeln återinfördes efter övergången till demokrati i Spanien och återinförandet av självstyre för Baskien 1978. 
Lehendakarin har sitt residens, lehendakaritza, i palatset Ajuria Enea i Vitoria-Gasteiz (spanska: Vitoria) och en modern kontorsbyggnad i närheten.
Titeln används också för regeringschefen och parlamentets talman i Navarra, samt för ledare i en mängd offentliga och privata institutioner, föreningar och företag, då titeln kan översättas med "president" eller "ordförande".

## Översikt över baskiska regeringschefer

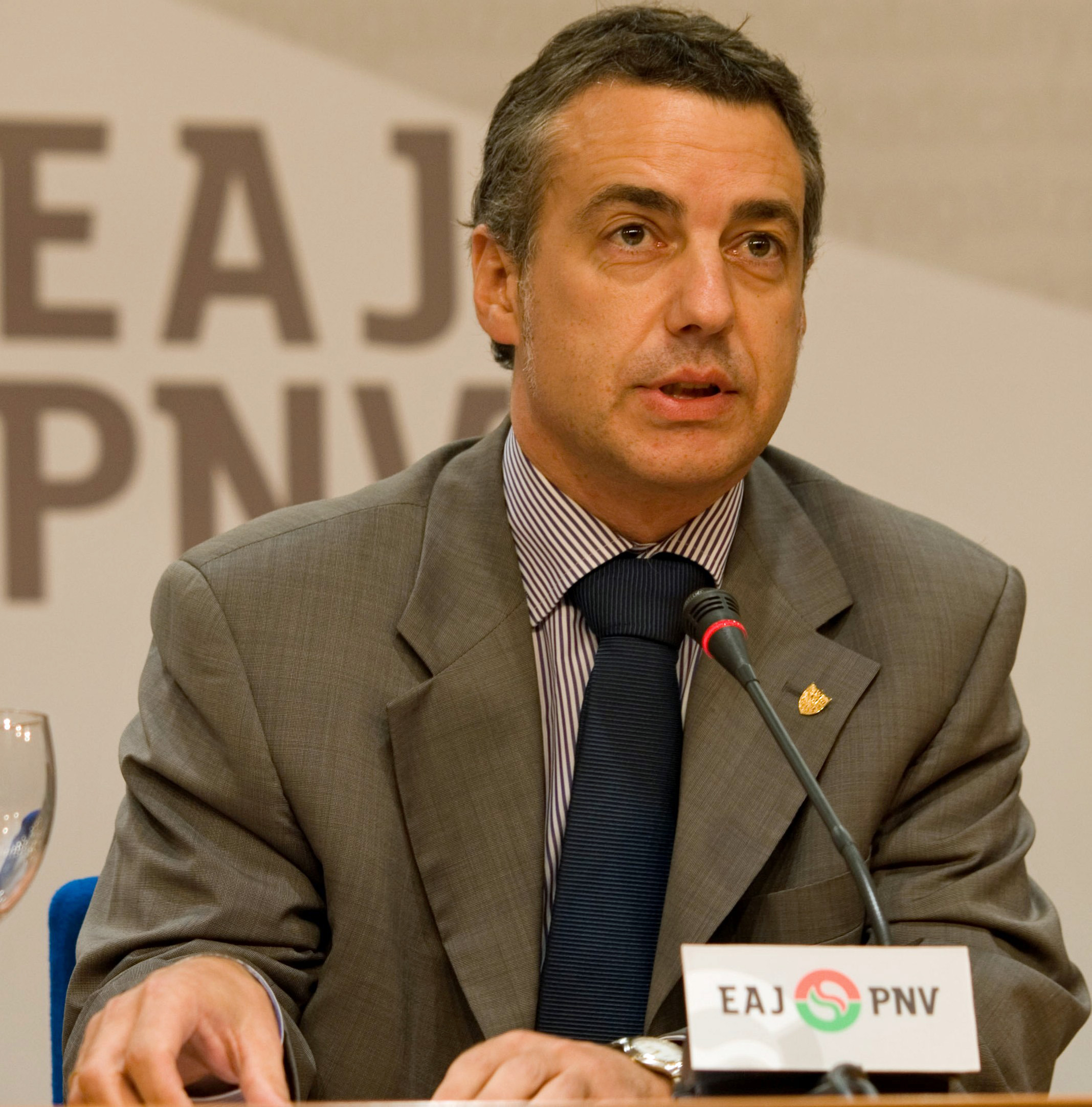
Iñigo Urkullu (EAJ-PNV), lehendakari sedan december 2012

Baskiens regeringschefer under andra spanska republiken
- 1936–1960: José Antonio Aguirre (EAJ-PNV), från 1937 i exil
- 1960–1979: Jesús María de Leizaola (EAJ-PNV), ordförande för den baskiska exilregeringen

Baskiens regeringschefer under kungariket Spanien seden 1978
- 1978–1979: Ramón Rubial (PSOE)
- 1979–1985: Carlos Garaikoetxea (EAJ-PNV)
- 1985–1999: José Antonio Ardanza (EAJ-PNV)
- 1999–2009: Juan José Ibarretxe (EAJ-PNV)
- 2009–2012: Patxi López (PSE-EE)
- 2012–: Iñigo Urkullu (EAJ-PNV)